# Poudre B

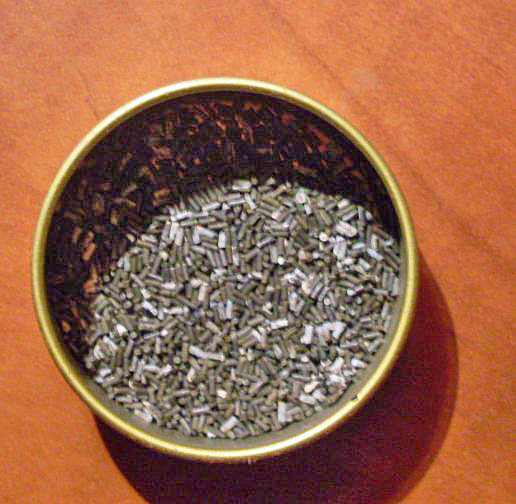
Poudre B

Poudre B (Poudre Blanche = witkruit) of nitrokruit is een door de Franse chemicus Paul Vieille in 1884 uitgevonden rookzwak kruit, dat in 1886 in het Franse leger werd ingevoerd.
Poudre B was vervaardigd uit schietkatoen dat met ethanol en ether zachtgemaakt en samengekneed werd. Poudre B was een grote verbetering ten opzichte van buskruit (Poudre Noire = zwartkruit) aangezien dit drie keer zo krachtig was, zonder dat bij gebruik grote hoeveelheden rook vrijkwamen. De reden waarom het rookloos was is omdat de verbrandingsproducten hoofdzakelijk in gasvorm waren in vergelijking met de circa 60% vastestofproducten, voornamelijk bestaande uit kaliumcarbonaat en kaliumsulfaat die het gevolg van de verbranding van buskruit zijn. Het is vrijwel onmiddellijk door het Franse leger in gebruik genomen maar neigde om na verloop van tijd onstabiel te raken, dat talloze ongelukken tot gevolg gehad heeft; de twee oorlogsschepen Iéna en Liberté zijn bijvoorbeeld in de haven van Toulon in respectievelijk 1907 en 1911 geëxplodeerd. Een verbeterde kruitsoort was het in Engeland na 1889 gebruikte cordiet.
Intussen moet worden getwijfeld aan de betekenis "Poudre B = Poudre Blanche", ten eerste omdat dit kruit niet wit is en ten tweede omdat in geen enkel militair handboek van vóór 1900 deze betekenis wordt gevonden. Een moderne Franse schrijver vermeldt dat de "B" in de naam om "obscure redenen" is gekozen.